# HD 211392
HD 211392 är en ensam stjärna belägen i den mellersta delen av stjärnbilden Vattumannen. Den har en skenbar magnitud av ca 5,96 och är svagt synlig för blotta ögat där ljusföroreningar ej förekommer. Baserat på parallaxmätning inom Hipparcosuppdraget på ca 8,8 mas, beräknas den befinna sig på ett avstånd på ca 370 ljusår (ca 113 parsek) från solen. Den rör sig bort från solen med en heliocentrisk radialhastighet på ca 12 km/s.

## Egenskaper
HD 211392 är en orange till gul jättestjärna av spektralklass K3 III. Den har en radie som är ca 12 solradier och har ca 87 gånger solens utstrålning av energi från dess fotosfär vid en effektiv temperatur av ca 4 600 K.
HD 211392 är en misstänkt variabel stjärna.